# ایالت آزاد اورنج
ایالت آزاد اورنج (هلندی: Oranje Vrijstaat، آفریکانس: Oranje-Vrystaat) یک جمهوری بوئری مستقل تحت قیومیت بریتانیا در جنوب آفریقا در نیمهٔ دوم قرن نوزدهم بود که در سال ۱۹۰۲ پس از جنگ بوئر دوم به امپراتوری بریتانیا تسلیم و به مستعمره رود اورنج ضمیمه شد. این کشور یکی از سه پیش‌ساز استان ایالت آزاد امروزی در آفریقای جنوبی است.
ایالت آزاد اورنج در دوران وجودش به بک جمهوری موفق در سیاست و اقتصاد تبدیل شد و در بیشتر موارد از روابط خوبی با همسایگان خود برخوردار بود. این کشور در سال ۱۹۰۰ به مستعمره رود اورنج ضمیمه شد و تا امضای پیمان ورینیگینگ در پایان جنگ بوئر دوم در ۳۱ مه ۱۹۰۲، به عنوان یک جمهوری بوئر مستقل ادامه حیات داد. پس از این دوره برای مدتی تحت حاکمیت مستقیم انگلیس بود و سرانجام در سال ۱۹۰۷ به خودگردانی رسید. این کشور در سال ۱۹۱۰ به عنوان استان ایالت آزاد اورنج همراه با استان‌های دماغه، ناتال و ترانسفال به اتحادیه آفریقای جنوبی پیوست. اتحادیه آفریقای جنوبی نیز در سال ۱۹۶۱ به جمهوری آفریقای جنوبی تبدیل شد.
نام جمهوری از رود اورنج گرفته شده بود که خود به افتخار دودمان اورنج، دودمان حاکم هلند، توسط یک کاشف هلندی به نام رابرت جیکوب گوردون این‌گونه نامیده شده‌بود. هلندی زبان رسمی ایالت آزاد اورنج بود.

## جمعیت‌شناسی
طبق تخمینی در سال ۱۸۷۵ در این کشور ۷۵٬۰۰۰ تن سفیدپوست و ۲۵٬۰۰۰ تن بومی و رنگین‌پوست بود. نخستین سرشماری در سال ۱۸۸۰ انجام و مشخص شد اروپایی‌ها ۴۵٫۷٪ از جمعیت را می‌سازند. بلومفونتن، پایتخت کشور نیز ۲٬۵۶۷ نفر جمعیت داشت. در سرشماری ۱۸۹۰، که طبق گزارش‌ها چندان دقیق نبود، ۲۰۷٬۵۰۳ نفر جمعیت گزارش شد.
در سال ۱۹۰۴ طبق سرشماری مستعمره جمعیت کل ۳۸۷٫۳۱۵ نفر بود که از آن ۲۲۵٫۱۰۱ نفر (۵۸٫۱۱٪) سیاه‌پوست، ۱۴۲٫۶۷۹ نفر (۳۶٫۸۴٪) سفیدپوست، ۱۹٫۲۸۲ نفر (۴٫۹۸٪) رنگین‌پوست و ۲۵۳ نفر (۰٫۰۷٪) هندی بودند. بزرگ‌ترین شهرها بلومفونتن با ۳۳٫۸۸۳ نفر (سفیدها ۱۵٫۵۰۱ نفر یا ۴۵٫۷۴٪)، هریسمیت با ۸٫۳۰۰ نفر (سفیدها ۴٫۸۱۷ نفر یا ۵۸٫۰۳٪) و کرونستاد ۷٫۱۹۱ نفر (سفیدها- ۳٫۷۰۸ نفر یا ۵۱٫۵۶٪) جمعیت بودند.
در سال ۱۹۱۱ جمعیت ۵۲۸٫۱۷۴ نفر بود که از آن ۳۲۵٫۸۲۴ نفر (۶۱٫۶۸٪) سیاه‌پوست، ۱۷۵٫۱۸۹ نفر (۳۳٫۱۶٪) سفیدپوست، ۲۶٫۵۵۴ نفر (۵٫۰۲٪) رنگین‌پوست و ۶۰۷ نفر (۰٫۱۱٪) هندی بودند. بلومفونتن نیز ۲۶٫۹۲۵ تن جمعیت داشت.